# Smirna
Smirna (starogrško Σμύρνη, Smýrnē ali Σμύρνα, Smýrna) je bilo grško mesto iz antike na osrednji in strateški točki na egejski obali Anatolije. Od leta 1930 je na tem mestu sodobno turško mesto poznano kot İzmir. Smirna je postala pomembna zaradi ugodnih pristaniških razmer, enostavnosti obrambe in dobrih notranjih povezav. Dve lokaciji starodavnega mesta sta danes znotraj meja Izmirja. Prvo mesto, ki so ga verjetno ustanovili avtohtoni ljudje, se je med arheološkim obdobjem uveljavilo kot eno najpomembnejših grških naselij v zahodni Anatoliji. Drugo, čigar temelj je povezan z Aleksandrom Velikim, je v obdobju rimskega cesarstva doseglo metropolitanske razsežnosti. Večina današnjih ostankov starodavnega mesta izvira iz rimskega obdobja, večinoma po potresu v 2. stoletju.
V praksi se med njimi pogosto razlikuje. Stara Smirna je bila prvotna naselbina, ustanovljena okoli 11. stoletja pr. n. št., najprej kot eolska naselbina, kasneje pa so jo prevzeli in razvili v času arhaičnega obdobja Jonci. Pravo mesto Smirna je bilo novo mesto, kamor so se prebivalci preselili v 4. stoletje pred našim štetjem in čigar temelj je navdihnil Aleksander Veliki.
Stara Smirna je na majhnem polotoku, povezanem s kopnim z ožjim prelivom v severovzhodnem vogalu notranjega zaliva Izmir na robu plodne ravnice in ob vznožju gore Yamanlar. To anatolsko naselje je nadziralo zaliv. Danes je arheološko najdišče, imenovano Bayraklı Höyüğü, približno 700 metrov v notranjosti, v okolici Tepekule Bayraklı na 38°27′51″N 27°10′13″E / 38.46417°N 27.17028°E.
Nova Smirna se je istočasno razvila na pobočjih planine Pagos (danes Kadifekale) in ob obalnem toku, takoj pod mestom, kjer je obstajal majhen zaliv do 18. stoletja.
Jedro pozne helenistične in zgodnje rimske Smirne je ohranjeno na velikem območju muzeja na prostem Izmir Agora na tej lokaciji. Raziskave potekajo tako v starem kot v novem mestu. Te so bile izvedene leta 1997 v Stari Smirni in od leta 2002 v mestu klasičnega obdobja v sodelovanju med Izmirskim arheološkim muzejem in mestno občino Izmir. 

## Etimologija
Za ime je bilo ponujenih več razlag. Grški mit naj bi dal ime po Amazonki z imenom "Σμύρνα" (Smirna), ki je bilo tudi ime četrti Efeza. To je osnova imena Myrina, mesta v Eoliji.
V napisih in kovancih je bilo ime pogosto napisano kot "Ζμύρνα" (Zmirna), "Ζμυρναῖος" (Zmirneos), "Smirna". 
Ime Smirna je bilo mogoče vzeti iz starodavne grške besede za myrrh, "smirna" , ki je bila v starih časih glavni izvoz. 

## Zgodovina

### Od 3. tisočetja do 687 pr. n. št.
Regija je bila naseljena vsaj od začetka tretjega tisočletja pr. n. št., ali morda prej, kot nakazujejo najnovejše najdbe v Yeşilova Höyük. Lahko bi bilo mesto avtohtonih Lelegov, preden so se grški kolonisti začeli naseljevati ob obali Male Azije od začetka prvega tisočletja pred našim štetjem. V času antike je bila Smirna vodilno mesto Jonije in imela vpliv na Egejske obale in otoke. Smirna je bila tudi med mesti, ki so Homerja gostile kot prebivalca. 
Zgodnji eolski grški naseljenci Lezbosa in Kime (danes turški Nemrut Limani), ki so se širili proti vzhodu, so zasedli dolino Smirne. Bila je ena od konfederacij eolskih mestnih držav, ki so označevale eolsko mejo z jonskimi kolonijami.
Tujci ali begunci iz jonskega mesta Kolofon so se naselili v mestu. Med vstajo v 688 pr. n. št. so prevzeli nadzor nad mestom, in je postalo trinajsta jonska mestna država. Revidirane mitologije pravijo, da je bila kolonija Efeza . Leta 688 pr. n. št. je jonski rokoborec Onomastus iz Smirne osvojil nagrado v Olimpiji, vendar je bil pokal najverjetneje nedavni dogodek. Kolofonsko zasedbo omenja Mimnermus (pred 600 letom pr. n. št.), ki meni da je Kolofon in Smirna isto. Eolsko oblika imena je bila ohranjeno tudi v antičnem narečju in epitet Eolska Smirna je ostal še dolgo po osvajanju.
Smirna leži ob ustju majhne reke Hermus in na čelu globokega zaliva morja (Smyrnaeus Sinus), ki je segel daleč v notranjost. To je omogočilo grškim trgovskim ladjam, da so plule v središče Lidije, zaradi česar je bilo mesto del ključne trgovske poti med Anatolijo in Egejskim morjem. Smirna se je v 7. stoletju pr. n. št. dvignila na oblast in sijaj. Ena od velikih trgovskih poti, ki je prečkala Anatolijo, se je spustila v dolino Hermusa mimo Sarde in prečkala južno od gore Sipylus, prečkala nizek prehod v majhno dolino, kjer je Smirna ležala med gorami in morjem. Milet in kasneje Efez sta bila na morskem koncu druge velike trgovske poti v Anatoliji; uspešno sta tekmovala s Smirno dokler nista bili obe mestni pristanišči zamuljeni in je Smirna ostala brez tekmeca.
Potok Meles, ki jo je tekel mimo Smirne, je znan iz literature zlasti zaradi pripadnosti skupni in dosledni tradiciji s Homerjevim rojstvom in delom, ki je potekal v starodavnem mestu Smirna, in ime potoka, ki teče skozi današnji Izmir; njegova podoba je bila ena od stalnic na kovancih Smirne, katerega razred numizmatiki imenujejo Homerian. Za njega je bil uporabljen vzdevek Melesigenes; v bližini vira reke je bila jama, v kateri je pisal svoje pesmi; njegov tempelj, Homereum, je stal na njegovih bregovih. Stalen pretok potoka Melov, tako poleti kot pozimi in njegova kratka pot, ki se začne in konča v bližini mesta, častita Aristid in Himerius. Potok izvira iz bogatih izvirov vzhodno od mesta in se izliva v jugovzhodni konec zaliva.
Arhaično mesto (»Stara Smirna«) je vsebovalo Atenin tempelj iz 7. stoletja pred našim štetjem.

### Lidijsko obdobje
Ko so mermnadski kralji dvignili moč in agresivnost Lidije, je bila Smirna ena od prvih točk napada. Gig Lidijski (približno 687—652 pr. n. št.) pa je bil poražen na bregovih Hermusa, položaj na bojišču, ki kaže, da se je moč Smirne razširila daleč na vzhod. Močno utrdbo so verjetno zgradili smirnski Jonci, ki so poveljevali dolini Nimfi, katere ruševine še vedno stojijo na hribu na prelazu med Smirno in Nimfi.
Po mnenju Teognisa iz Megare (približno 500 pr. n. št.) je Smirno uničil ponos. Pesnik Mimnermus obžaluje degeneracijo državljanov njegovega časa, ki ne morejo več zavirati lidijskega napredka. Nazadnje je Aliat II. (609-560 pr. n. št.) osvojil mesto in ga opustošil. Čeprav Smirna ni prenehala obstajati, sta bila grško življenje in politična enotnost uničena, polis je bil reorganiziran na nivo vasi. Smirna se omenja v fragmentu Pindarja in vpisu iz leta 388 pr. n. št., vendar je bila veličina mesta preteklost.

### Helenistično obdobje
Aleksander Veliki je zasnoval idejo o obnovi grškega mesta v shemi, ki je bila, po Strabonu, dejansko izvedena pod Antigonom I. (316-301 pr. n. št.) in Lizimahom (301.—281. pr. n. št.), ki sta razširila in utrdila mesto. Uničena akropola starodavnega mesta, »krona Smirne«, je bila na strmem vrhu 380 m visoko, in je obvladovala severovzhodni konec zaliva. Sodobni Izmir je bil zgrajen na poznejšem helenističnem mestu, deloma na pobočjih zaokroženega hriba, ki so ga Grki imenovali Pagos (hrib) blizu jugovzhodnega konca zaliva in delno v nižini med hribom in morjem. Lepoto helenističnega mesta, ki se je raztezalo po nižini in se dvignilo nad ravnino po pobočju, so pogosto hvalili v antiki in ga prikazovali na svojih kovancih.
Smirna je na zahodu zaprta s hribom, imenovano Deirmen Tepe, z ruševinami templja na vrhu. Lizimahovo obzidje je prečkalo vrh tega griča, akropola pa je zasedla vrh Pagosa. Med obema je vstopila cesta skozi Efeška vrata, ki so bila blizu gimnazija. Bližje akropoli je še vedno viden obris stadiona, gledališče pa je bilo na severnem pobočju Pagosa. Smirna je imela dve pristanišči. Zunanje pristanišče je bilo preprosto odprta cesta zaliva, notranje pa je bila majhna kotlina z ozkim vhodom, ki jo je leta 1402 delno napolnil Timurlenk.
Ulice so bile široke, dobro tlakovane in postavljene pod pravimi koti; mnoge so bile poimenovane po templjih: glavna ulica, imenovana Zlato, je potekala po mestu od zahoda proti vzhodu, najprej verjetno iz templja Zevsa Akraiosa na zahodnem pobočju Pagosa in okoli spodnjih pobočij Pagosa (kot ogrlica na kipu, kot se je ljubko izrazil orator Aristid) proti Tepeciku zunaj mesta na vzhodu, kjer je verjetno stal Kibelin tempelj, ki so jo častili pod imenom Meter Sipylene, zavetnica mesta. Ime je ob bližnje gore Sipylus, ki meji na dolino mestnih predelov. Ravnina proti morju je bila prenizka, da bi bila pravilno odvodnjavana, zato so bile v deževnih obdobjih ulice spodnjega mesta globoko pod blatom in vodo.
Ob koncu helenističnega obdobja leta 197 pr. n. št. je mesto nenadoma prekinilo vezi s kraljem Evmenom iz Pergamona in namesto tega prosilo za pomoč Rim. Ker Rim in Smirna do takrat nista imela nobenih vezi, je Smirna ustvarila kult Rima, da bi vzpostavila povezavo, kult pa se je sčasoma razširil skozi celotno rimsko cesarstvo. Od leta 195 pr. n. št. se je mesto Rim začelo častiti v kultu boginje Roma. V tem smislu lahko Smirnčane štejemo za ustvarjalce boginje Roma.
Leta 133 pr. n. št. ko je zadnji kralj Atalidov Atal III. umrl brez dediča, je po njegovi volji podelil celo kraljestvo, vključno s Smirno, Rimljanom. Organizirali so jo v rimski provinci Aziji, s Pergamonom kot prestolnico. Smirna pa je kot glavno pristanišče postala vodilno mesto v novo ustanovljeni provinci.

### Rimsko in bizantinsko obdobje
Kot eno glavnih mest v rimski Aziji , se je Smirna borila z Efezom in Pergamonom za naslov "Prvo mesto Azije".
Krščanska cerkev in škofija sta tu obstajali že zelo zgodaj, verjetno izvirata iz znatne židovske kolonije. Bila je ena od sedmih cerkva, obravnavanih v knjigi razodetja . Sveti Ignacij iz Antiohije je obiskal Smirno in kasneje pisal pisma svojemu škofu Polikarpu. Množica Judov in poganov je podprla Polikarpovo mučeništvo leta 153. Sveti Irenej, ki je slišal Polikarpa kot dečka, je bil verjetno rojen v Smirni. Drugi znani prebivalec istega obdobja je bil Elij Aristid.
Polikrates poroča o zaporedju škofov, vključno s Polikarpom Smirnskim, kot tudi drugih v bližnjih mestih, kot je Meliton Sardski. V zvezi s tem je nemški zgodovinar W. Bauer napisal:
Azijsko judovsko krščanstvo je prejelo znanje, da bi se odslej "cerkev" odprla brez oklevanja judovskemu vplivu, ki ga posredujejo kristjani, ki ne prihaja samo iz apokaliptičnih tradicij, temveč tudi iz sinagoge s svojimi čustvenimi ravnanji, kar je pripeljalo do prisvojitev judovskega spoštovanja. Čas, ki so ga kristjani spoštovali v soboto, se zdi, da je v Aziji našel nekaj naklonjenosti ... ugotovimo, da se v post-apostolskem obdobju nastajanja cerkvene strukture prislužijo judovski kristjani v teh regijah. 
V poznem 2. stoletju je Irenej zapisal tudi:
Polikarpa tudi niso samo poučevali apostoli, temveč se je pogovarjal s številnimi, ki so videli Kristusa, vendar so ga tudi apostoli v Aziji postavili za škofa cerkve v Smirni ... vedno je učil stvari, ki se jih je naučil od apostolov in ki jih je Cerkev izročila in so edino resnične. Na to pričajo vse azijske cerkve, kot tudi tisti moški, ki so nasledili Polikarpa. 
Tertullian je napisal okoli leta 208:
Kakorkoli, herezije so v najboljših novostih in nimajo kontinuitete s Kristusovim učenjem. Morda bi lahko nekateri heretiki zahtevali apostolsko antiko; odgovorimo: naj objavijo izvor svojih cerkva in do sedaj odjavijo katalog svojih škofov od apostolov ali od nekega škofa, ki so ga postavili apostoli, kot štejejo Smirnčani od Polikarpa in Janeza in Rimljani od Klementa in Petra; naj si heretiki izmislijo nekaj, kar bi ustrezalo temu. 
Zato je cerkev v Smirni očitno bila ena od cerkva, za katero je Tertullian čutil, da ima pravega apostolskega nasledstva.
V sredini 3. stoletja je večina postala povezana z grško-rimskimi cerkvami.
Ko je Konstantinopel postal sedež vlade, se je trgovina med Anatolijo in Zahodom zmanjšala, Smirna pa nazadovala. Poveljnik Seldžukov Čaka Bej je leta 1084 zasegel Smirno in jo uporabil kot bazo za pomorske akcije, vendar je mesto ponovno odkril general John Doukas. Mesto so Turki še večkrat opustošili. Nikejski cesar Ivan III. Dukas Vatatzes ga je ponovno zgradil okoli leta 1222.

### Osmansko obdobje
Ibn Batuta je ugotovil, da je Smirna v veliki meri še vedno ruševina, ko jo je okoli leta 1330 osvojil Aydınoğlu Mehmed Begu in svojega sina Umurja postavil za guvernerja. Postalo je pristanišče emirata.
V času smirnskega križarskega pohoda leta 1344 so 28. oktobra združene sile vitezov hospitalcev iz Rodosa, Beneške republike, papeških držav in kraljevine Ciper zajele tako pristanišče kot mesto od Turkov, ki so ga zadrževali skoraj 60 let; citadela je padla leta 1348, s smrtjo guvernerja Umur Baha ad-din Gazija. 
Leta 1402 je Timurlenk napadel mesto in pokončal skoraj vse prebivalce. Mongolska osvajanja so bila le začasna, vendar so Turki pod Ajdini ponovno zasedli Smirno, potem ko je postala osmanska in ko so Osmani po letu 1425 prevzeli dežele Aydinov. 
Grški vpliv je bil zelo močan na območju, ki so ga Turki imenovali Gavur İzmir. Turški viri sledijo pojavu pojma do 14. stoletja, ko sta bila dva ločena dela mesta pod nadzorom dveh različnih sil, zgornji Izmir je bil muslimanski in spodnji del mesta krščanski. 
V poznem 19. in začetku 20. stoletja je bilo mesto pomembno finančno in kulturno središče grškega sveta. Od 391 tovarn je bilo 322 pripadnikov lokalnih Grkov, tri od devetih bank je podpiral grška prestolnica. Pri izobraževanju so prevladovale lokalne grške skupnosti s skupno 67 moškimi in 4 ženskimi šolami. Osmani so še naprej nadzirali območje, z izjemo obdobja 1919-1922, ko je mesto v Grčijo dodelila Sevreška mirovna pogodba.
Najpomembnejša grška izobraževalna ustanova v regiji je Evangeličanska šola, ki je delovala od leta 1733 do leta 1922. 

### Po prvi svetovni vojni
Po koncu prve svetovne vojne je Grčija zasedla Smirno 15. maja 1919 in uvedla vojaško upravo. Grški premier Venizelos je nameraval pripojiti Smirno in zdelo se je, da je uresničil svoj cilj s Sevreško mirovno pogodbo, podpisano 10. avgusta 1920 . (Vendar pa te pogodbe stranke niso ratificirale, zamenjal jo je Lausannski sporazum, pogodba o miru.)
Okupacija Smirne se je končala, ko je turška vojska  Kemal Atatürka vstopila v mesto 9. septembra 1922 po koncu grško-turške vojne (1919-1922). Takoj po tem so turške sile 13. septembra 1922 zanetile velik požar v grški in armenski četrti. Ocenjeno število smrtnih žrtev se giblje od 10 000  do 100 000 .

## Agora
Ostanki starodavne agore Smirna danes predstavljajo prostor Izmirskega agora muzeja na prostem v Izmirski četrti Namazgah, in ga prebivalci mesta pogosto imenujejo Agora.
Stoji na severnih pobočjih griča Pagos, to je bilo gospodarsko, upravno in politično jedro starodavnega mesta, njegov center za umetniške dejavnosti in poučevanje.
Muzej na prostem sestavlja pet delov, med njimi območje agore, temelji severnih vrat bazilike, stoa in starodavni nakupovalni center.
Agora v Smirni je bila zgrajena v času helenistične dobe. Po uničujočem potresu leta 178 je bila obnovljena v rimskem obdobju (2. stoletje) pod cesarjem Markom Avrelijem, po urbanističnem načrtu, ki ga je izdelal Hipodam iz Mileta. To dejstvo potrjuje doprsni kip cesarjeve žene Faustine na drugem loku zahodne stoe. Zgrajena je bila na poševnem terenu v treh nadstropjih, blizu središča mesta. Teren je širok 165 m in dolg 200 m. Na vseh straneh jo obkroža portik. Ker so bila bizantinska in kasneje osmanska pokopališča nad ruševinami agore, je bila zaščitena pred sodobnimi konstrukcijami. Ta agora je zdaj največja in najbolje ohranjena med jonskimi agorami. Sedaj je obkrožena s sodobnimi stavbami, ki še vedno pokrivajo vzhodne in južne dele. Agoro so uporabljali do bizantinskega obdobja.
Po vstopu na dvorišče, je bila na levi strani zahodna stoa, na zadnji strani bazilike in na desni strani osmanskega pokopališča. Dvorišče je bilo obdano s treh strani s portikom. Bazilika in zahodni portik sta bila zgrajena nad infrastrukturo kleti z okroglimi loki, da bi jo zaščitili pred prihodnjimi potresi. Vzhodni konec in južni portik so sestavljali dvonadstropno sestavljeno strukturo. Pod baziliko je bila pokrita tržnica. Oblika kleti je močno podobna kripto-portikularnim konstrukcijam zahodnih provinc. Monumentalni vhod na vzhodni strani je bil ena najbolj veličastnih in obokanih struktur helenistične dobe.
Na vzhodni in zahodni strani agore je bila zgrajena dvonadstropna stoa širine 17,5 m. Vsaka stoa je bila razdeljena v tri galerije z dvema vrstama stebrov. Vsak stoa je imela zgornje nadstropje. Pred soncem in dežjem so bile zaščitene s streho. Te impresivne strukture so merile 75 m krat 18 m. Južni del zahodne stoe je imel mnogo vodnih kanalov in velike vodne zbiralnike, ki kažejo na prisotnost vode v agori.

## Izkopavanja
Smirno so v 19. stoletju raziskovali Charles Texier in nemški konzul iz Izmirja, ki je kupil zemljo okoli starodavnega gledališča leta 1917, da bi začeli izkopavanja. Prve znanstvene zapiske je mogoče najti šele od izkopavanj, ki so se začela leta 1927. Večina odkritij je bila pridobljena z arheološkimi raziskavami, ki so jih med letoma 1931 in 1942 vodili nemški arheolog Rudolf Naumann in Selâhattin Kantar, direktor Izmirskega in Efeškega muzeja. Odkrili so tri nadstropja, pravokoten prostor s stopnicami spredaj, zgrajen na stebrih in lokih okoli velikega dvorišča sredi stavbe.
Nova izkopavanja v agori so se začela leta 1996. Od leta 2002 se nadaljujejo pod pokroviteljstvom mestne občine Izmir. Osnovna šola v bližini agore, ki je zgorela leta 1980, ni bila rekonstruirana. Namesto tega je bil njen prostor vključen v zgodovinsko lokacijo. Površina agore se je povečala na 16.590 kvadratnih metrov. To je omogočilo evakuacijo prej neraziskane cone. Arheologi in lokalne oblasti prav tako skrbno zasledujejo sosednje večnadstropno parkirišče, za katerega je znano, da pokriva pomemben del antične naselbine. V sedanjih prenovah so stare obnove v betonu postopoma nadomestili z marmorjem.
Nova izkopavanja so odkrila severna vrata agore. Ugotovljeno je bilo, da so reliefne figure boginje Hestije, najdene v teh prostorih, nadaljevanje Zevsovega oltarja, odkritega med prvimi izkopavanji. Prav tako so našli kipe bogov Hermesa, Dioniza, Eros in Herakleja ter številne kipe, glave, reliefe, figurice in spomenike ljudi in živali, iz marmorja, kamna, kosti, stekla, kovine in terakote. Našli so sezname ljudi, ki so pomagali Smirni po potresu leta 178.

## Toponimi
Po Smirni je bilo imenovanih več ameriških mest, med njimi tudi Smyrna, Georgia; Smyrna, Tennessee; Smyrna, Delaware; Smyrna, Michigan; Smyrna, Maine in New Smyrna Beach, Florida. 

## Druga literatura
- Ekrem Akurgal (2002). Ancient Civilisations and Ruins of Turkey. Kegan Paul. ISBN 978-0-7103-0776-7.
- George E. Bean (1967). Aegean Turkey: An archaeological guide. Ernest Benn, London. ISBN 978-0-510-03200-5.
- Philip Mansel, Levant: Splendour and Catastrophe on the Mediterranean, London, John Murray, 11 November 2010, hardback, 480 pages, ISBN 978-0-7195-6707-0, New Haven, Yale University Press, 24 May 2011, hardback, 470 pages, ISBN 978-0-300-17264-5
- Stillman, ed. The Princeton Encyclopedia of Classical Sites, 1976.
- Turner, J. Grove Dictionary of Art. Oxford University Press, USA; New Ed edition (January 2, 1996); ISBN 978-0-19-517068-9.

- Giles Milton (2009). Paradise Lost. Sceptre. ISBN 978-0-340-83787-0.